# Teargarden by Kaleidyscope
Teargarden by Kaleidyscope er det et udgivelsesprojekt fra det amerikanske rockband Smashing Pumpkins. Albummet, der efter den oprindelige plan vil komme til at bestå af 44 nye sange, er siden d. 7. december 2009 blevet udgivet som gratis mp3-filer via bandets officielle website én sang ad gangen og bliver desuden også udgivet på en række særlige ep'er med fire sange på hver, samt et bonustrack. Alle sangene vil til sidst blive samlet i et særligt bokssæt. I 2012 besluttede Billy Corgan at droppe de gratis mp3-download og i stedet for udgive traditionelle album.
Forsanger Billy Corgan forklarede i efteråret 2009, at han ville udgive en ny form for album, hvor man kunne høre sangene, som de blev lavet. Den første sang, "A Song for a Son", blev udgivet som gratis-mp3 d. 7. december 2009, og de efterfølgende sange blev ligeledes udgivet på bandets officielle hjemmeside med 5-10 ugers mellemrum. Den første ep, Songs for a Sailor, blev udgivet d. 25. maj 2010 og indeholdt de første fire sange fra Teargarden by Kaleidyscope, og de næste fire sange blev udgivet d. 23. november 2010 på ep'en The Solstice Bare. 
I juni 2012 blev cd'en Oceania udgivet med 13 numre, der også er en del af Teargarden by Kaleidyscope. I 2014 fulgte albummet Monuments to an Elegy og i 2015 kommer Day for Night. Begge album er en del af Teargarden by Kaleidyscope, og Day for Night afslutter projektet, der har varet siden december 2009.   

## Baggrund
Smashing Pumpkins blev gendannet i 2006 efter seks års pause og udgav studiealbummet Zeitgeist i juli 2007. Selv om albummet opnåede guld, som Billy Corgan så som en præstation i sig selv taget nutidens musikindustri i betragtning, besluttede han og Jimmy Chamberlin i 2008, at de ikke ville lave et traditionelt album som efterfølger til Zeitgeist, pga. ændringerne i måden, folk hører musik på i dag. I marts 2009 forlod Chamberlin bandet. Corgan afholdt prøver for at finde en erstatning og besluttede sig til sidst for at hyre den kun 19-årige Mike Byrne. I april 2009 gjorde han sin vision for bandets syvende album klar:
Jeg tror ikke, jeg vil lave album på den gammelsdags måde, altså 12-15 sange i én lille pakke. Mit ønske p.t. er at udgive én sang ad gangen over en periode på 2-3 år og samle det hele i et bokssæt, der også ville inkludere en kunstfilm om albummet... Jeg tænker sådan, at hvis jeg fokuserer på én sang ad gangen, vil jeg gribe den an som et smuk og specielt maleri, som hver især ville kræve den opmærksom, som den fortjener. Det betyder også, at jeg meget nøje ville vælge, hvad jeg vil indspille, fordi der vil være en masse internt pres på at få det gjort rigtigt, og den type pres, hvor man forsøger at lave de smukkest mulige ting, kan jeg gode lide.
Corgan brugte det meste af sommeren 2009 i producer Kerry Browns hjemmestudie, hvor også Zeitgeist blev indspillet. Her indspillede han demooptagelser på omkring 50 sange. I juli 2009 dannede han bandet Spirits in the Sky, som spillede hyldestkoncerter til den afdøde Sky Saxon fra bandet The Seeds. Han tog på en mindre turné med bandet, der bestod af Kerry Brown, Mark Tulin, Linda Strawberry, Mark Weitz, Kevin Dippold, Ysanne Spevack, den nye Smashing Pumpkins-trommeslager Mike Byrne og Dave Navarro fra Jane's Addiction. Sammen spillede de coversange og en række nye Smashing Pumpkins-sange, heriblandt "Freak", "Widow Wake My Mind", "The Fellowship", "A Stitch in Time", "A Song for a Son" og "Astral Planes", på små klubber rundt omkring i Californien.

## Indspilningerne
Bandet indspiller albummet på analogbånd i Billy Corgans hjemmestudie i Chicago, USA. Albummet bliver produceret af Billy Corgan, Kerry Brown og Bjorn Thorsrud, der alle tidligere har medvirket på adskillige Smashing Pumpkins-album. Brown har forklaret, at de behandler hver sang forskelligt, og det foregår som regel ved, at Corgan skriver en sang, og de derefter indspiller en demo.
På de første to ep'er spillede forsanger og sangskriver Billy Corgan langt de fleste instrumenter, heriblandt guitar og keyboard. Mike Byrne, der i 2009 erstattede Jimmy Chamberlin som trommeslager, har spillet trommer, og i nogle tilfælde har Mark Tulin spillet bas. Fra og med den tredje ep begyndte liveinkarnationen af bandet at indspille sangene, altså med guitarist Jeff Schroeder, Nicole Fiorentino på bas og Mike Byrne på trommer. Indspilningerne til den tredje ep foregik i oktober 2010.
I sommeren 2011 indspillede bandet et helt album, der i juni 2012 blev udgivet under navnet Oceania. Oceania indeholder 13 sange, der også er en del af Teargarden by Kaleidyscope. Med udgivelsen af Oceania er der i alt 23 officielle sangudgivelser i forbindelse med Teargarden by Kaleidyscope, men ifølge Billy Corgan er der omtrent lige så mange indspillede sange, der endnu ikke er blevet udgivet og som forventes at blive udgivet.
Når Smashing Pumpkins er færdig med den nordamerikanske del af verdensturnéen The Oceania Tour i efteråret 2012, vil bandet gå tilbage i studiet i november 2012 for at indspille nyt materiale. Det nye materiale – hvad enten det bliver som et album eller på en ep – vil tidligst blive udgivet i december 2013, måske først i 2014.

## Udgivelse
Dette er anden gang, at Smashing Pumpkins udgiver et helt album gratis over internettet. I 2000 udgav bandet 25 sange på albummet MACHINA II/Friends and Enemies of Modern Music. Albummet vil komme til at bestå af 44 sange, der bliver udgivet én ad gangen med ca. 5-10 ugers mellemrum, indtil alle 44 sange er blevet udgivet. Teargarden by Kaleidyscope bliver udgivet på denne måde i håb om, at folk vil høre sangene, inden de vælger at forkaste dem. 
Alle sangene vil blive udgivet som gratis 192-kbps mp3-filer uden nogen form for koder, og filerne kan downloades direkte fra bandets officielle hjemmeside. Samtidig vil sangene også blive udgivet på 11 ep'er á fire sange i en speciel cd-boks. Den første ep, Teargarden by Kaleidyscope Vol. 1: Songs for a Sailor, blev udgivet d. 25. maj 2010 af Rocket Science Music og bestod af en trækasse med en cd med fire sange, samt en vinylplade med en ekstra sang. I sidste ende vil de 44 sange også blive udgivet som et komplet bokssæt, der desuden også vil indeholde et kunstnerisk film og dokumentaren The Making of Teargarden. Billy Corgan overvejer også, hvorvidt der skal udgives et opsamlingsalbum med de bedste sange fra hele projektet. 
"Widow Wake My Mind" er blevet promoveret som en radiosingle, og i den forbindelse spillede bandet sangen live d. 20. april 2010 på The Tonight Show with Jay Leno. 
Den anden ep, Teargarden by Kaleidyscope, Vol. 2: The Solstice Bare, blev udgivet d. 23. november 2010. Blandt de fire sange på ep'en var kun "Freak" og "Spangled" blevet udgivet som gratis mp3-download inden udgivelsen, men "Tom Tom" blev udgivet dagen efter og havde været lækket på YouTube allerede d. 19. november. "The Fellowship" blev udgivet d. 12. oktober 2010 på soundtracket til The Vampire Diaries, men sangen blev først lagt på bandets hjemmeside d. 12. januar 2011. 
"Lightning Strikes" blev streamet d. 17. marts 2011 på musikmagasinet Rolling Stones hjemmeside og dagen efter udgivet på bandets hjemmeside. Sangen var tidligere kendt under navnet "Zen Baby" og blev spillet live første gang i sommeren 2010. "Owata" blev udgivet d. 3. maj 2011 og efterfølgende tog bandet en pause i sangudgivelserne for at gå i studiet og indspille et "album inde i albummet". Oceania med 13 numre blev udgivet 18. juni 2012 og er en del af Teargarden by Kaleidyscope. Mod den oprindelige intention bryder udgivelsen af et helt album med udgivelsen af enkelte sange og ep-udgivelserne. 
I 2014 udgav bandet Monuments to an Elegy, og i 2015 følger Day for Night.   

### Oversigt
| Udgivelsesdato     | Sang                 |
| ------------------ | -------------------- |
| 7. december 2009   | "A Song for a Son"   |
| 18. januar 2010    | "Widow Wake My Mind" |
| 2. marts 2010      | "A Stitch in Time"   |
| 16. april 2010     | "Astral Planes"      |
| 6. juli 2010       | "Freak"              |
| 14. september 2010 | "Spangled"           |
| 24. november 2010  | "Tom Tom"            |
| 12. januar 2011    | "The Fellowship"     |
| 18. marts 2011     | "Lightning Strikes"  |
| 3. maj 2011        | "Owata"              |

| Udgivelsesdato    | Album/ep                   |
| ----------------- | -------------------------- |
| 25. maj 2010      | Vol. 1: Songs for a Sailor |
| 23. november 2010 | Vol. 2: The Solstice Bare  |
| 18. juni 2012     | Oceania                    |
| 9. december 2014  | Monuments to an Elegy      |
| 2015              | Day for Night              |

## Skæringsliste

### Teargarden by Kaleidyscope, Vol. 1: Songs for a Sailor
1. "A Song for a Son" – 6:02
2. "Astral Planes" – 4:05
3. "Widow Wake My Mind" – 4:59
4. "A Stitch in Time" – 3:28

### Teargarden by Kaleidyscope, Vol. 2: The Solstice Bare
1. "The Fellowship" – 3:53
2. "Freak" – 3:54
3. "Tom Tom" – 4:04
4. "Spangled" – 2:32

#### Bonustracks på ep'erne
Hver ep indeholder også et bonustrack som b-side:
- "Teargarden Theme" – 2:57 (Udgivet eksklusivt på Teargarden by Kaleidyscope, Vol. 1: Songs for a Sailor)
- "Cottonwood Symphony" – 3:05 (Udgivet eksklusivt på Teargarden by Kaleidyscope, Vol. 2: The Solstice Bare)

### Oceania
1. "Quasar"
2. "Panopticon"
3. "The Celestials"
4. "Violet Rays"
5. "My Love Is Winter"
6. "One Diamond, One Heart"
7. "Pinwheels"
8. "Oceania"
9. "Pale Horse"
10. "The Chimera"
11. "Glissandra"
12. "Inkless"
13. "Wildflower"

### Monuments to an Elegy
1. "Tiberius"
2. "Being Beige"
3. "Anaise"
4. "One and All"
5. "Run2Me"
6. "Drum and Fife"
7. "Monuments"
8. "Dorian"
9. "Anti-Hero"

### Day for Night
Skæringslisten er endnu ikke offentliggjort.

## Modtagelse
Sangene på Teargarden by Kaleidyscope har fået mange positive anmeldelser indtil videre. Rolling Stone kalder "A Song for a Song" klassisk rock og sammenligner sangen med Led Zeppelin, og bladet kaldte desuden "Widow Wake My Mind" for en 'glædelig overraskelse' og for Corgan's sødeste popmelodi, siden Lisa Kennedy forlod MTV. 
Også "Freak", der var den første sang, der blev udgivet fra den anden ep, har modtaget positive anmeldelser, og Corgan er blevet rost for at udgivet musik af så høj kvalitet gratis over en forventet fem-årig periode. Samtidig er bandets nye trommeslager, Mike Byrne, også blevet rost for at have modnet sig og være i stand til at fylde det tomrum, der opstod, efter at Jimmy Chamberlin havde forladt bandet i 2009. 
Også den anden ep, The Solstice Bare, har generelt fået pæne anmeldelser. Jon Stone fra American Songwriter skriver, at for engang skyld virker det ikke som om, at Corgan forsøger at bevise sig selv over for både gamle og nye fans på hvert nummer. Samtidig har hele Teargarden by Kaleidyscope-projektet fået vind i sejlene, da livekoncerterne på bandets verdensturné og bandets nuværende liveinkarnation har fået positive anmeldelser. 
Udgivelsen af albummet Oceania medførte, at langt flere musikmagasiner, aviser og netmedier begyndte at anmelde både Oceania, men også de andre sange, der er udgivet i forbindelse med Teargarden by Kaleidyscope. Anmeldelserne af Oceania er overvejende positive. Eksempelvis blev Oceania anmeldte af det danske musikmagasin Gaffa, som gav albummet fem ud af seks stjerner. 

## Singler
- "Widow Wake My Mind" (18. januar 2010) (kun som radiosingle)
- "Freak" (20. juli 2010)
- "Owata" (3. maj 2011)
- "The Celestials" (21. juni 2012) (kun som radiosingle)
- "Panopticon" (15. september 2012) (kun som radiosingle)
- "Being Beige" (20. oktober 2014)

## Band
The Smashing Pumpkins
- Billy Corgan – sang, guitar, keyboard, klaver, producer
- Mike Byrne – trommer
- Nicole Fiorentino – bas
- Jeff Schroeder – guitar

Andre musikere
- Mark Tulin – bas
- Linda Strawberry – kor
- Ysanne Spevack – violin
- Kerry Brown – conga

Teknisk personale
- Kevin Dippold – studieassistent
- Stephen Marcussen – mastering
- Bjorn Thorsrud – producer